# Guinn Smith
Owen Guinn Smith (ur. 2 maja 1920 w McKinney w Teksasie, zm. 20 stycznia 2004 w San Francisco) – lekkoatleta amerykański, specjalista skoku o tyczce.
Od dzieciństwa mieszkał w Kalifornii. Zajmował się początkowo skokiem wzwyż, zdecydował się przekwalifikować na tyczkę z powodu silnej konkurencji w reprezentacji uniwersyteckiej w Berkeley. Zmiana specjalności udała się z dużym powodzeniem, w 1940 Smith sięgnął po akademickie mistrzostwo USA (IC4A), a w 1941 po mistrzostwo NCAA.
Brał udział w wojnie na Pacyfiku jako pilot, otrzymał za to Distinguished Flying Cross.
W 1947 zdobył halowe mistrzostwo USA, a w 1948 uzyskał kwalifikację olimpijską. Na igrzyskach olimpijskich w 1948 w Londynie sięgnął po złoty medal olimpijski, z wynikiem 4,30 m; konkurs odbywał się w trudnych, deszczowych warunkach.
Rekord życiowy Smitha wynosił 4,47 m. Zmarł 20 stycznia 2004 na rozedmę płuc.